# Liste des bâtiments et structures de Hong Kong
Liste des bâtiments et structures de Hong Kong, par ordre alphabétique.

## Sites sportifs
- Hong Kong Coliseum
- Hong Kong Stadium
- Parc sportif de Kai Tak
- Stade de Mong Kok
- Stade de la reine Élisabeth (en)

## Centres commerciaux
- apm
- Discovery Park (en)
- Harbour City (en)
- K11 Musea (en)
- Langham Place (en)
- New Town Plaza (en)
- Pacific Place
- The Landmark
- Times Square (en)

## Hôtels
- Conrad Hong Kong (en)
- Cordis Hong Kong
- Four Seasons Hong Kong
- Grand Hyatt Hong Kong (en)
- Hôtel Icon (en)
- Hyatt Regency Hong Kong (Tsim Sha Tsui)
- Hyatt Regency Hong Kong (Sha Tin) (en)
- Island Shangri-La
- JW Marriott Hong Kong
- Kerry Hotel Hong Kong (en)
- Kowloon Shangri-La (en)
- Landmark Mandarin Oriental
- Le Méridien Cyberport Hotel (en)
- Mandarin Oriental Hong Kong (anciennement appelé Queens Building)
- Panda Hotel (en)
- Rosewood Hong Kong
- St. Regis Hong Kong
- The Peninsula Hong Kong
- The Ritz-Carlton Hong Kong (en)
- The Upper House Hotel Hong Kong
- W Hong Kong (en)

## Immeubles de bureaux
- Tour AIA (en)
- Tour de la Bank of America (en)
- Tour de la Bank of China
- Central Plaza
- Cheung Kong Center
- Cityplaza (en)
- Cyberport
- Exchange Square (Exchange Square 1, 2 et 3)
- Centre des congrès et des expositions de Hong Kong
- Hopewell Centre
- HSBC Main Building
- Hysan Place
- Lippo Centre
- Murray House
- Pacific Place
- Standard Chartered Bank Building
- International Commerce Center
- International Finance Centre (1 et 2)
- Manulife Plaza
- Prince's Building
- Centre Shui On (en)
- Taikoo Place (en)
- The Center
- Wing On House (en)
- World-Wide House

## Lieux de culte
- Cathédrale Saint-John de Hong Kong
- Temple de Wong Tai Sin

## Hôpitaux
- Hôpital Prince of Wales (en)
- Hôpital de Sainte-Thérèse (ou hôpital français de Kowloon)
- Liste des hôpitaux de Hong Kong (en)

## Autres
- AsiaWorld–Expo
- Commissariat de police de Central
- Siège de l'Armée populaire de libération à Hong Kong (ancien Prince of Wales Building)
- Chungking Mansions
- Flagstaff House
- Government House
- The Harbourside
- Académie des arts du spectacle de Hong Kong
- Temple de Hong Kong Chine (en)
- Centre de commerce international et d'exposition de Kowloon Bay (en)
- Centre d'arts visuels de Hong Kong
- Jardine House
- Conseil législatif de Hong Kong (ancienne cour suprême)
- Bureau de liaison de Hong Kong (en)
- Fort de Tung Chung
- Union Square
- Victoria Dockside (en)
- Bibliothèque publique de Yiu Tung (en)